# ピロクトンオラミン
ピロクトンオラミン（Piroctone olamine）は殺菌薬として用いられる有機化合物である。クラリアント社により商品名オクトピロックス（Octopirox）として販売されている。環状のヒドロキサム酸誘導体であるピロクトンとエタノールアミンから形成される塩。

## 用途
細菌のほか真菌に対する効果も高いため、真菌症の外用薬として用いられる。またふけ防止用シャンプーや育毛剤に有効成分として添加される。化粧品用には防腐剤として用いられる。

### 抗真菌効果
ピクロトンオラミンは皮膚糸状菌、酵母、カビに対しても殺菌効果がある。Malassezia furfur 等の細胞壁を浸透して鉄（III）イオンをキレートし、ミトコンドリアでのエネルギー代謝を阻害する。
ピロクトンオラミンの有効性はシクロピロックスやピリチオン等の他のピリドン系抗真菌薬に比べて高い。化粧品に界面活性剤として用いられる事もあるが、この場合溶液のpHを6〜7に保つ必要がある。それ以上のpHではピロクトンオラミンは効果がない。

### 抗細菌効果
ピロクトンオラミンはグラム陽性菌にもグラム陰性菌にも殺菌活性を持つ。